# Álvaro Véliz
Álvaro Véliz (Santiago de Chile, 9 de febrero de 1972) es un músico chileno.

## Biografía
Estudió en el Instituto Zambrano.
Comenzó a dar sus primeros pasos en los festivales de la canción que realizaba su colegio. A los 9 años, participó en "El Clan Infantil" del programa Sábado Gigante. En ese programa, Álvaro entró por primera vez en el mundo de la música y la televisión.
Luego comenzó a cantar diferentes jingles para comerciales y posteriormente fue imagen de la campaña “Ahorrofertas” de Farmacias Ahumada.
En los años 1980, Véliz decidió estudiar música en la Escuela Experimental de Música, especializándose en guitarra y piano, y dirección orquestal en la Universidad de Chile, mientras, entre tanto, trabajaba tocando en pubs y discoteques. 
En 1998, gana el concurso de nuevos intérpretes de Sábado Gigante Internacional, en Miami. Ese mismo año, participó en las grabaciones de las versiones en español latinoamericano de las canciones de las series animadas Dragon Ball Z (Cha-La-Head-Cha-La), Detective Conan y Slam Dunk, y la canción central de la película Pokémon: Mewtwo Strikes Back. Dos años después es contratado por Universal Music Chile, compañía con la que lanza su primer disco homónimo, material que produjo junto a su amigo Juan Carlos Duque. Impuso éxitos como Una herida de amor, La luz de tus ojos, No sé vivir y una versión de Cartas amarillas de Nino Bravo. 
Con un naciente éxito, Álvaro Véliz participó en las giras de la Teletón. En 2001 fue nominado Artista Revelación en los premios APES y Mejor Disco del Año en los Premio Altazor de las Artes Nacionales, lo que se repetiría en tres años después con su disco Mía. De ese disco se desprende su nuevo éxito, titulado igual que el disco “Mía”. En el año 2004 compone las canciones para los ganadores de Operación Triunfo (Argentina).
En 2006 gana el concurso para representar a su país en el XLVII Festival Internacional de la Canción de Viña del Mar, donde interpreta la canción Hoy, compuesta con el músico Eric Phillips y pasa por el escenario de Viña con una destacada participación. Esta canción, junto a una selección de hits radiales de Dyango, José Luis Perales, Camilo Sesto, Pablo Abraira y Nino Bravo, conforman su disco Mis canciones, editado en 2009 por Feria Music.

## Discografía
- Álvaro Véliz (2000 - Universal)
- Mía (2003 - Universal)
- Mis canciones (2009 - Feria Music)
- Por Ti (2013 - Feria Music)
- 16 Años de Música (Plaza Independencia)